# Rudolf Bartels (Politiker)
Rudolf Bartels (* 9. März 1878 in Wesel; † 26. November 1948 in Osterath) war ein deutscher Politiker und Bürgermeister von Osterath von 1918 bis zu seiner Verdrängung aus dem Amt durch das NS-Regime im Oktober 1933 und erster Nachkriegsbürgermeister von Osterath ab April 1945.

## Leben

### Ausbildung und Beruf
Rudolf Bartels verpflichtete sich nach seiner Schulausbildung 1895 zur Marine. 1905 schied er aus dem aktiven Marinedienst aus. Anschließend absolvierte er ein Jurastudium sowie eine Verwaltungsausbildung. Er war Mitglied der DVP.

### Öffentliche Ämter bis 1933
Als Demokrat und Protestant wurde er nach dem Ende des Ersten Weltkrieges 1918 im fast rein katholischen niederrheinischen Dorf Osterath vom Gemeinderat sowie dem Kreistag Krefeld jeweils einstimmig zum Bürgermeister gewählt.
Trotz Besetzung durch belgische Truppen kam es zu einer stetigen Entwicklung Osteraths unter dem Bürgermeisterschaft von Rudolf Bartels. Die Weltwirtschaftskrise seit 1929 führte wie in allen Kommunen zu einer ansteigenden Verschuldung der Gemeinde Osterath.
Nach dem 30. Januar 1933 trat Rudolf Bartels nicht zur NSDAP über. Er unterwarf sich auch nicht dem ihm gegenüber von den Osterather Repräsentanten des NS-Regimes formulierten Anspruch.
Am 15. April 1933 wurden vom Untersuchungsausschuss Osterath angeblich bei der Überprüfung der Verwaltung Unstimmigkeiten festgestellt. Dieser „Untersuchungsausschuss“ bestand ausschließlich aus NSDAP-Mitgliedern. Am 2. Juni 1933 geht der Bericht des Untersuchungsausschusses auf dem Postweg an den Landrat in Kempen. Im Begleitschreiben wird dazu ausgeführt: „Der vom Gemeinderat eingesetzte Untersuchungsausschuss beantragt hiermit, gegen den Herrn Bürgermeister Bartels, Osterath, ein Disziplinarverfahren auf Grund der in dem beiliegenden Protokoll gemachten Feststellungen einzuleiten.“
In der Folge wurde er im Rathaus kaltgestellt. Die Ortsleitung der NSDAP nahm ohne formelle Einbeziehung des zuständigen Bürgermeisters von ihrem Parteibüro aus im Rathaus Verwaltungsaufgaben in Kommunikation u. a. mit der Kreisverwaltung wahr. Der Bürgermeister konnte nichts dagegen erreichen – weil alle seine Dienstvorgesetztenebenen bereits „gleichgeschaltet“ waren.
Am 1. August 1933 verfasste der Landrat in Kempen einen ersten – und letzten – Vermerk zu Rudolf Bartels und die gegen ihn erhobenen Vorwürfe: „Der Leiter der Ortsgruppe Osterath der NSDAP Panzer hat mitgeteilt, dass nach Rücksprache mit seinen Parteigenossen gegen ein Verbleiben des Bürgermeisters Bartels im Amt keine Bedenken bestehen. In dieser Stellungnahme würde aber damit gerechnet, dass Bürgermeister Bartels ohnehin in etwa zwei Jahren wegen seines Krankheitszustandes aus dem Amte scheiden würde.“ So lange wollten Hugo Recken und sein katholisches Netzwerk – auch von katholischen Nationalsozialisten – nicht warten. Sie intrigierten weiter und am 3. Oktober 1933 schrieb Bürgermeister Rudolf Bartels den Landrat in Kempen an: „...sehe ich mich genötigt, um meine Versetzung in den Ruhestand zu bitten.“ – Was dann auch umgehend geschah.
Nach seiner Absetzung als Bürgermeister arbeitete Rudolf Bartels als Rechtsanwalt und Justiziar. Als 1944 der Arzt Eduard Langenbach mit seiner jüdischen Ehefrau und den Kindern verschleppt werden sollte, versteckte er die Familie bis Kriegsende in seiner Jagdhütte. Die gesamte Familie Langenbach überlebte dort als sogenannte „U-Boote“.

### Erster Nachkriegsbürgermeister

Polizeiprotokoll: vom ehemaligen NS-Bürgermeister initiierte Unterschriftensammlung gegen Bürgermeister Bartels im November 1945

Im April 1945 wurde Rudolf Bartels von den amerikanischen Befreiern wieder als Bürgermeister eingesetzt. Das traf unter anderen bei den örtlichen Vertretern der katholischen Kirche auf Widerstand, die sich massiv für den NS-Bürgermeister einsetzten. Schon wenige Monate später wurde Bartels laut einer einzigen Quelle von einem englischen Kriegsgericht verurteilt.

### Tod
Am 30. Dezember 1945 schreibt Bürgermeister Rudolf Bartels an den Landrat in Kempen: (40) „... ich zu meiner Rehabiltierung Wert darauf legen müsse, das Amt wenigstens auf kurze Zeit wieder anzutreten... Ich bin nunmehr 52 Jahre Staats- und Kommunalbeamter und möchte mit diesem Klecks auf meiner Weste nicht in der Versenkung verschwinden.“
Eine Rehabilitierung wurde Rudolf Bartels nicht gewährt. Er verschwand in der Osterather Versenkung und starb 1948. Kurze Zeit später starb auch Eduard Langenbach, den Bartels vor Kriegsende versteckt hatte. Im Jahre 2012 wurde bekannt, dass der Gemeindeinspektor von Osterath, Johannes Herbrandt, ein ehemaliger SA-Mann und „NSDAP-Blockleiter“ 1948 unter anderen bei Langenbach und Rudolf Bartels kurz vor deren Tod „Hausbesuche“ in SA-Uniform machte.
Rudolf Bartels ist auf dem Friedhof in Osterath begraben. Das Grab wird von einem markanten Relief geprägt, das seine Heimatverbundenheit mit Osterath sowie seine Fluchthilfe für die Familie Langenbach im Herbst 1944 symbolisiert.
In der Rheinischen Post vom 7. August 1953 ist im Artikel Hugo Reckens letzter Weg ausgeführt: „Die Gruft liegt gegenüber dem Grabmal eines seiner Vorgänger, des Bürgermeisters Rudolf Bartels, der, von ganz anderer Art, ebenfalls als markante Persönlichkeit in die Geschichte Osteraths eingegangen ist.“

## Ehrung
Nachdem Rudolf Bartels über gut 30 Jahre bis nach der Amtszeit von Bürgermeister Rudolf Lensing 1946–1969 sowie der Amtszeit von Johannes Herbrandt sowie der Gründung der Stadt Meerbusch 1970 in Vergessenheit geraten war, wurde im Zentrum von Osterath ein Platz nach ihm benannt: „Rudolf-Bartels-Platz.“